# Nanda (Tanzania)
Nanda è una circoscrizione rurale (rural ward) della Tanzania situata nel distretto di Mbogwe, regione di Geita. Conta una popolazione di 7 788 abitanti (censimento 2012).